# میاموتو موساشی بودوکان
میاموتو موساشی بودوکان (انگلیسی: Miyamoto Musashi Budokan)، بودوکان 館 武 道 یک دوجو (ژاپن) (道場) است که در آن بودو (武 道) تمرین می‌شود؛ کلمه «کان» (館) به معنای «خانه» است. میاموتو موساشی بودوکان در ولایت میماساکا در اوهارا، اوکایاما، زادگاه میاموتو موساشی (۱۲ مارس ۱۵۸۴، مرگ ۱۹ مه ۱۶۴۵ میلادی) در تاریخ ۲۰ مه ۲۰۰۰ به مناسبت سالگرد مرگش افتتاح شد. این بودوکان به هنرهای رزمی رسمی ژاپن اختصاص دارد. همه مدارس سنتی سابر و کن‌دو را گرد هم می‌آورد. همه هنرهای رزمی ژاپنی ریشه در این استان، ریشه در ژاپن سنتی دارند. این بودوکان رشته‌های رزمی ژاپنی را نه تنها در عمل، بلکه از نظر تاریخی و فرهنگی متحد می‌کند. افتتاحیه با حضور بسیاری از مقام‌های ژاپنی از جمله سنسی تاداشی چیهارا، ضامن و دهمین نسل از میاموتو موساشی شهردار اوهارا-چو، فوکودا یوشیاکی؛ الیزابت لامور، شهردار گلیزه؛ و چندین مدرسه سابر و کندو نماینده ژاپن سنتی و معاصر (که در افتتاحیه ساختمان شرکت کردند) انجام شد.